# Хала Борца крај Мораве
Хала Борца крај Мораве или само Хала крај Мораве је спортски објекат у Чачку и хала у којој игра КК Борац као домаћин. Капацитет хале је око 2.000 и налази се поред Западне Мораве, по којој је добила име.
Крајем 2008. године је почела реконструкција хале. Поред кошаркашких утакмица у овој хали се организују концерти, такмичења у плесу, ултимат фајт борбе, карате турнир „Златни појас Чачка” као и многе друге манифестације. Ова хала је уједно и највећа хала у Чачку.

## Галерија
- Поглед на терен Хале Борца, јануар 2009
- Поглед на терен Хале Борца, фебруар 2019
- Хала Борца изнутра, фебруар 2019